# Ресторан

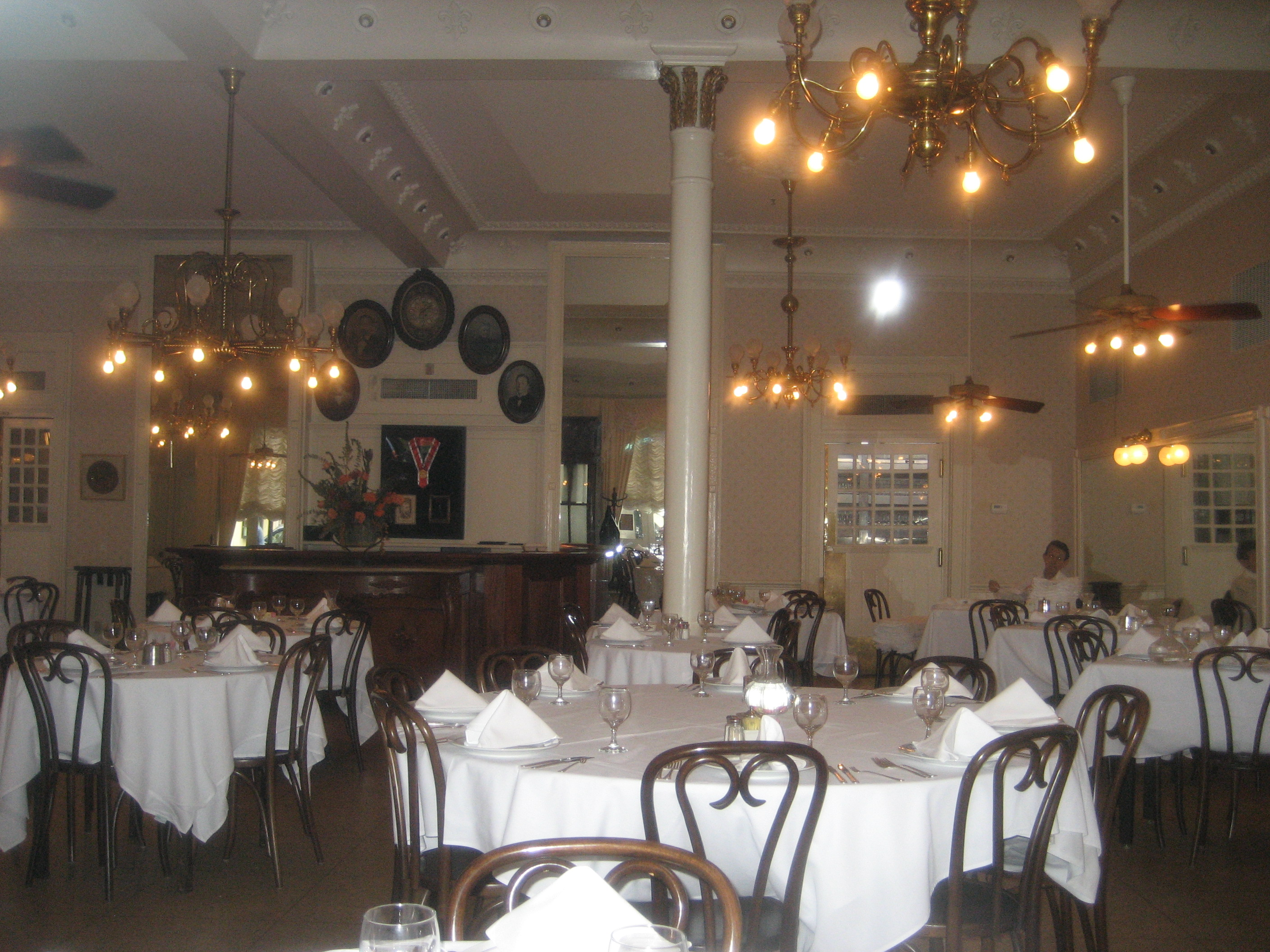

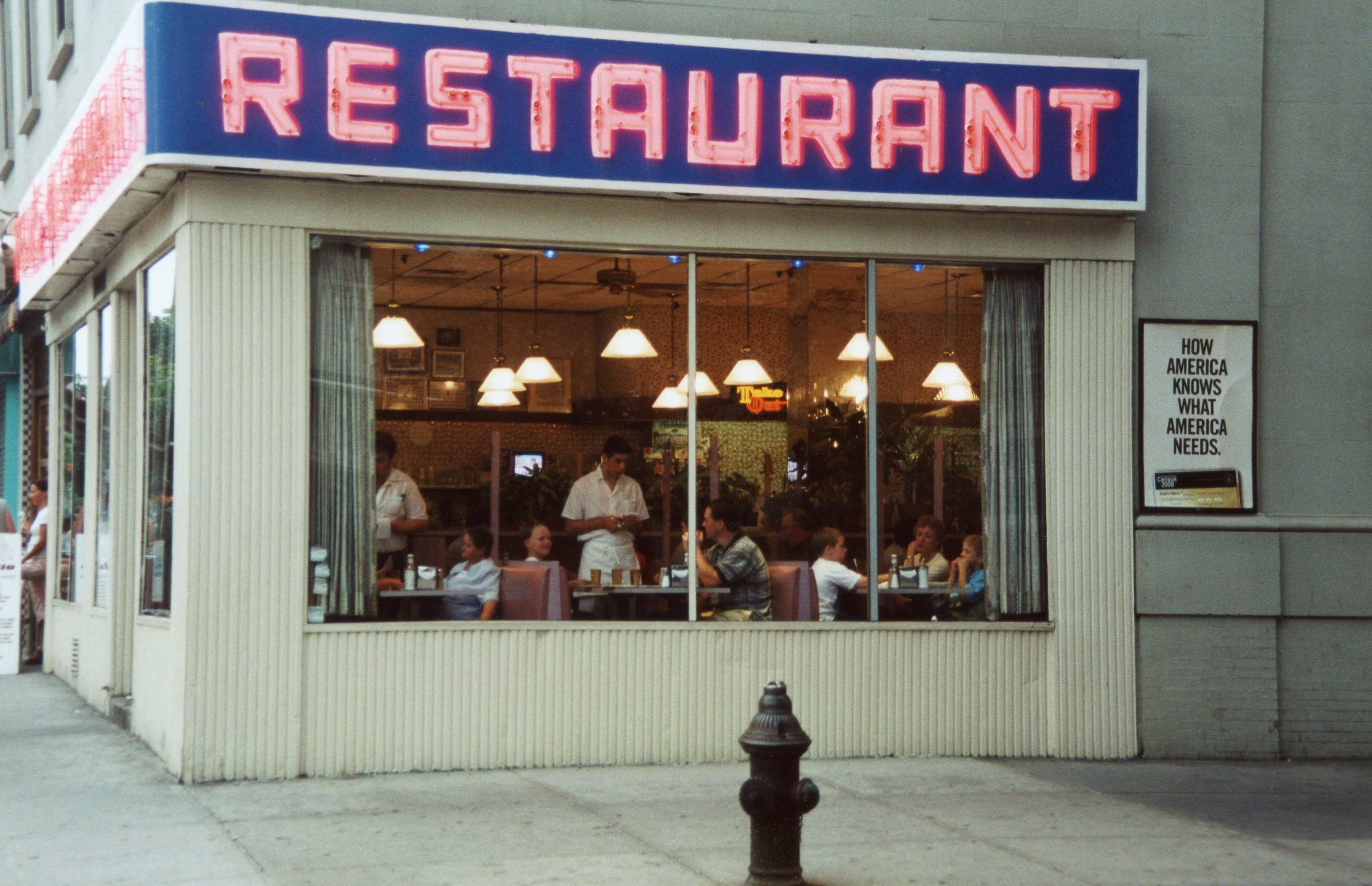
«Ресторан Тома» в Нью-Йорке

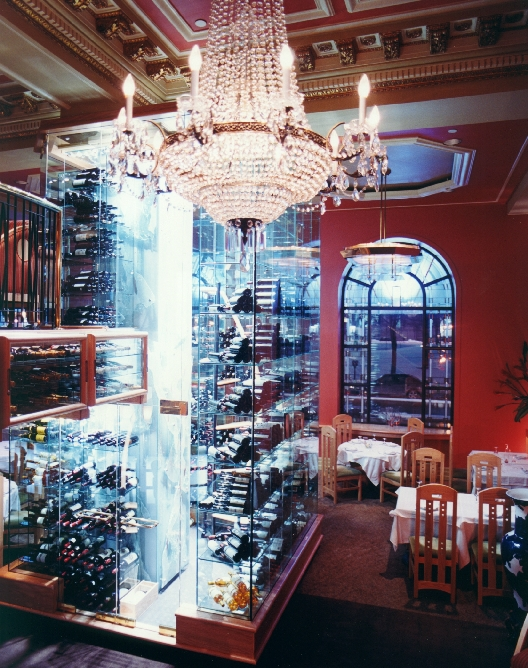
Ресторан «Пимен-Руж» в Монреале

Рестора́н (от лат. restauro «восстановить, крепить») — предприятие общественного питания с широким ассортиментом блюд сложного приготовления, включая заказные и фирменные. Блюда, как правило, подаются и съедаются на месте в ресторане, но многие рестораны также предлагают блюда навынос и доставку еды, а некоторые предлагают только вынос и доставку. Рестораны сильно различаются по внешнему виду и предложениям, включая большое разнообразие кухонь и видов обслуживания, от недорогих «ресторанов» быстрого питания до семейных ресторанов со средней ценой и дорогих заведений класса люкс.
В западных странах в большинстве ресторанов среднего и высокого класса подают алкогольные напитки, такие как пиво и вино. В некоторых ресторанах подают все основные блюда, такие как завтрак, обед и ужин (например, крупные сети быстрого питания, закусочные, гостиничные рестораны и рестораны в аэропортах). В других ресторанах еда может быть подана только один раз (например, в блинных ресторанах может быть только завтрак), или они могут подавать еду два раза за день (например, обед и ужин). Владелец ресторанного бизнеса называется ресторатором; оба слова произошли от французского глагола restaurer «восстанавливать, укреплять; кормить». Restaurant в американском английском — любое предприятие общепита вообще, а не только ресторан в привычном смысле.
Зачастую более крупные предприятия (например, гостиницы) имеют свои рестораны, расположенные на их территории, где услуги питания предоставляются для удобства проживающих и для увеличения потенциального дохода гостиницы.

## История

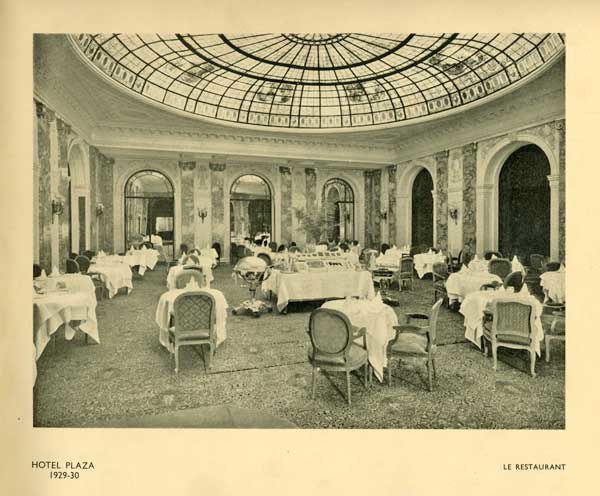
Ресторан, 1929 г.

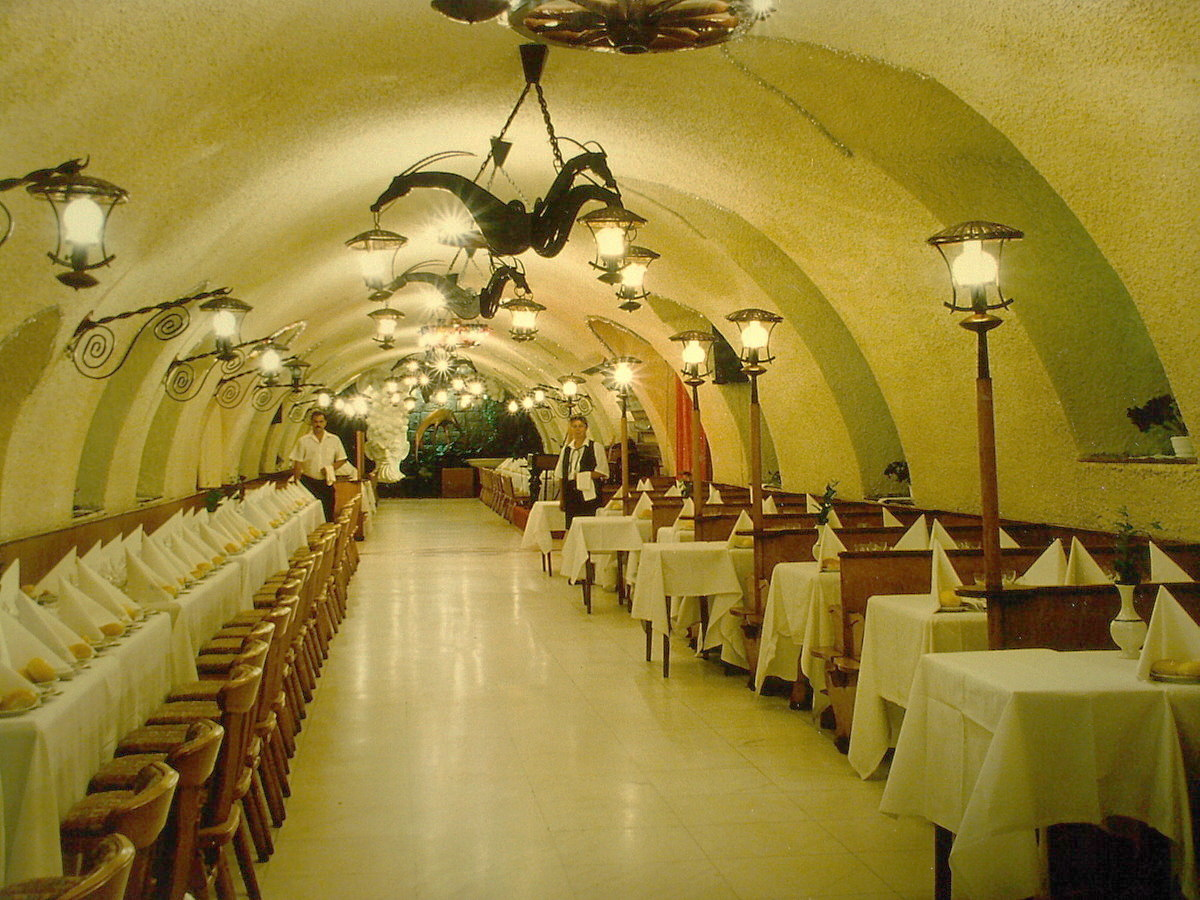
Зал ресторана

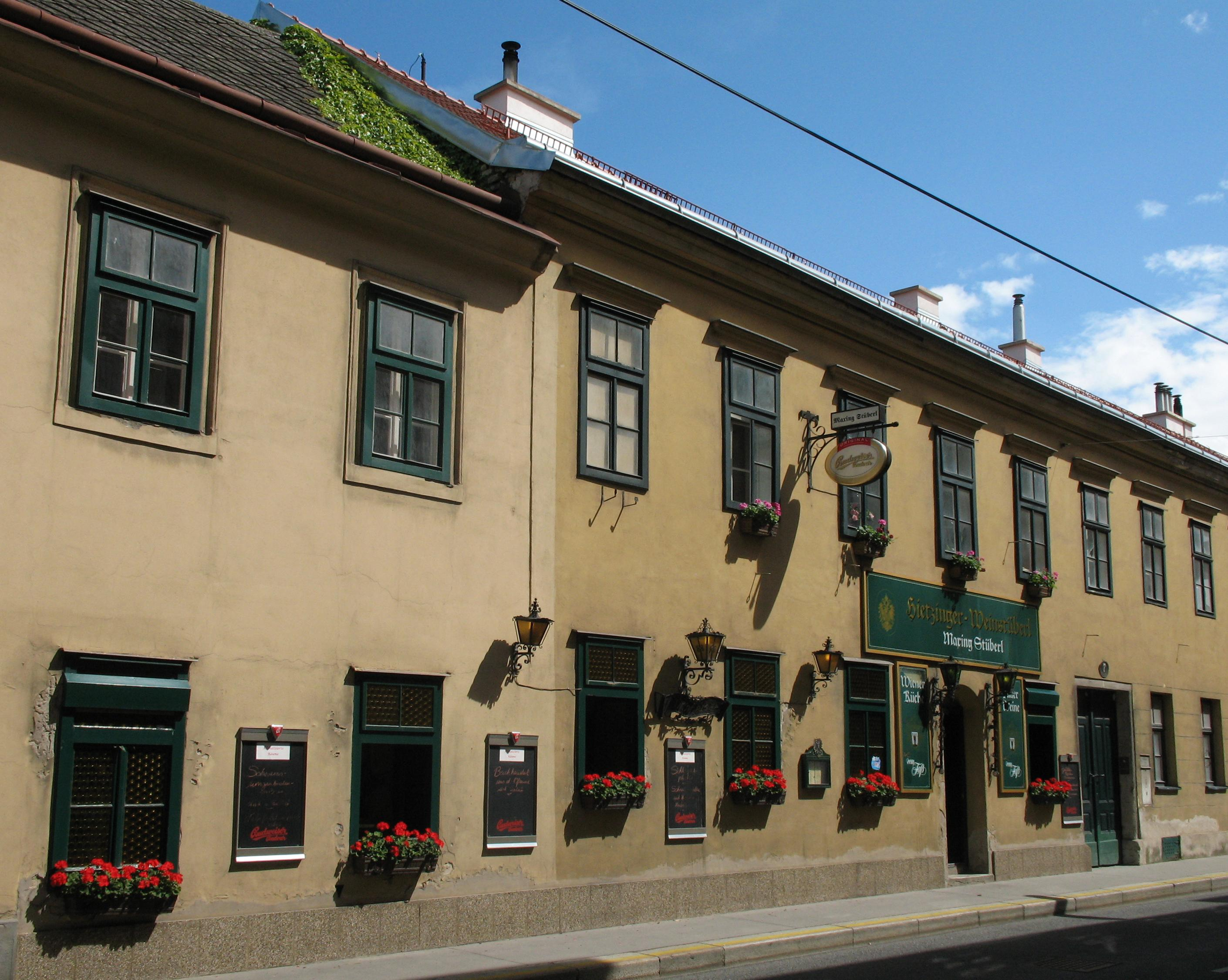
Ресторанчик в Вене

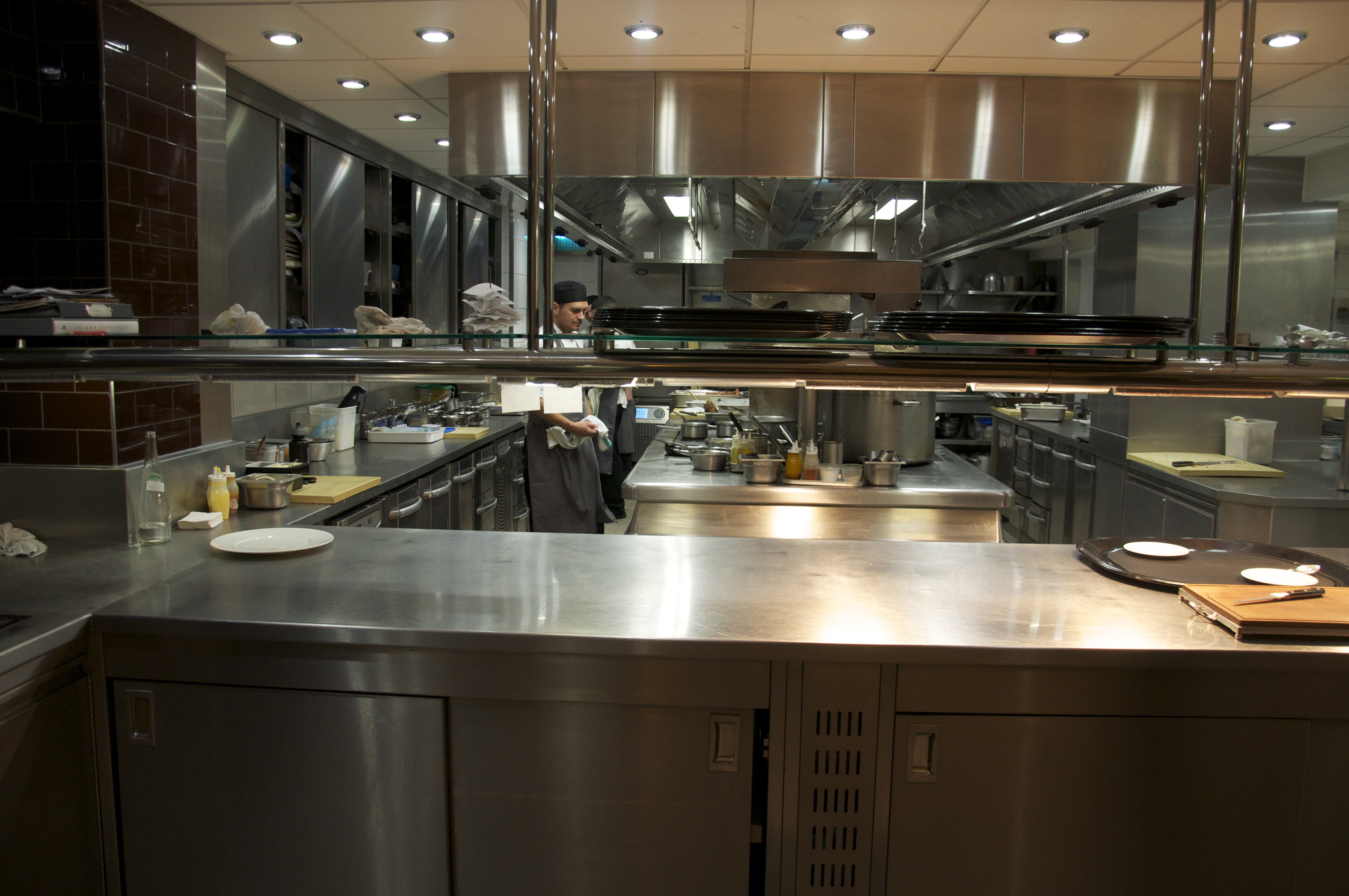
Ресторан в Лондоне

Рестораны в Китае уже были в период правления династии Тан (618—906 гг.). Один из старейших ресторанов в мире — «Бакит Чикен Хаус», открытый в 1153 году в городе Кайфынь. Отдельные рестораны в Ханчжоу, культурном, политическом и экономическом центре Китая во время династии Сун специализировались на какой-то одной конкретной пище. В документе 1275 года говорилось:
Людям Ханчжоу очень сложно угодить. Сотни заказов даны со всех сторон: этот человек хочет чего-то горячего, другой чего-то холодного, третий чего-то прохладного, четвёртый чего-то охлажденного; один хочет приготовленную еду, другой сырую, другой выбирает жареное мясо, другой варёное.
Рестораны в Ханчжоу также обслуживали многих северных китайцев, которые бежали на юг из Кайфыня во время вторжения чжурчжэней в 1120-х годах, в то время как также известно, что многие рестораны управлялись семьями, которые раньше бежали из Кайфыня.
На Западе трактиры и таверны были известны со времен античности, эти заведения были ориентированы на путешественников, и местные жители редко питались в них. Лишь в XVIII веке появились рестораны, главной целью которых было приготовление и подача блюд, которые заказывал посетитель по своему вкусу. Согласно Книге рекордов Гиннесса, старейшим из существующих сегодня ресторанов является Собрино де Ботин (исп. Sobrino de Botin) в Мадриде (Испания). Он открылся в 1725 году.
В современном понимании ресторан не существовал до конца 18-го века. Сидеть в общественном ресторане специально для еды, с официантом и фиксированным меню — относительно недавняя концепция в кулинарной истории. (Из книги «Рестораны и рождение современной гастрономии»)
Впервые слово ресторан («укрепляющий») было применено в отношении предприятия питания около 1765 года, заведение на Рю-дю-Лувр основал парижанин, продавец бульонов по имени Буланже (Boulanger). Он разместил над входом в своё заведение такую вывеску на латыни: «Venite ad me omnes, qui stomacho laboratis et ego restaurabo vos», буквально означающее: «Придите ко мне все страждущие желудком и я вас восстановлю». Далее развились подобные «рестораны», подобные заведения, которые имели привилегию/разрешение торговать бульоном, мясом и яйцами — тем, что укрепляет силу и здоровье. 
Первый ресторан в привычном для нас виде (посетители сидят с отдельными блюдами за отдельными столами, выбирают еду из меню, часы работы фиксированы) был Гран-Таверн-де-Лондр (Grand Taverne de Londres), основанный в 1782 году (по некоторым данным — в 1786) господином по имени Антуан Бовилье (Beauvilliers). Если верить Брийя-Саварену, это заведение было «первым, в котором сочетаются четыре предмета роскоши — красивые залы, умные официанты, изысканный погреб, хорошая еда». После революции начался бум открытия заведений — повара, работавшие в домах аристократии, в большинстве своём потеряли работу и искали новый вид заработка. Меню в те времена ограничивались 3–4 блюдами, подавались еда только белого цвета: мясо птицы, яйца, грибы, артишоки и т. д., — так как только «белая» пища считалась в те времена полезной. В 1802 году термин «ресторан» был применен к заведению, где подавали такие восстановительные продукты, как бульон, особенно мясной («établissement de restaurateur»).
В России «ресторации» стали выделяться в самостоятельное понятие в первой четверти XIX века, вычленяясь из общего ряда мест «трактирного промысла». Первоначально они состояли исключительно при гостиницах. 

Первый ресторан, открытый в Москве — «Славянский базар» («Яр» ведёт свою историю с 1826 года). Ресторан был построен архитекторами Р. А. Гёдике и А. Е. Вебером в 1872—1873 годах. Он отличался от трактира тем, что там работали не половые, а официанты. Они работали во фраках и белых перчатках, и их называли «люди». Именно там произошла встреча основателей МХАТа Станиславского и Немировича-Данченко. С переездом русских в другие страны там появились русские рестораны, подающие блюда традиционной русской кухни.

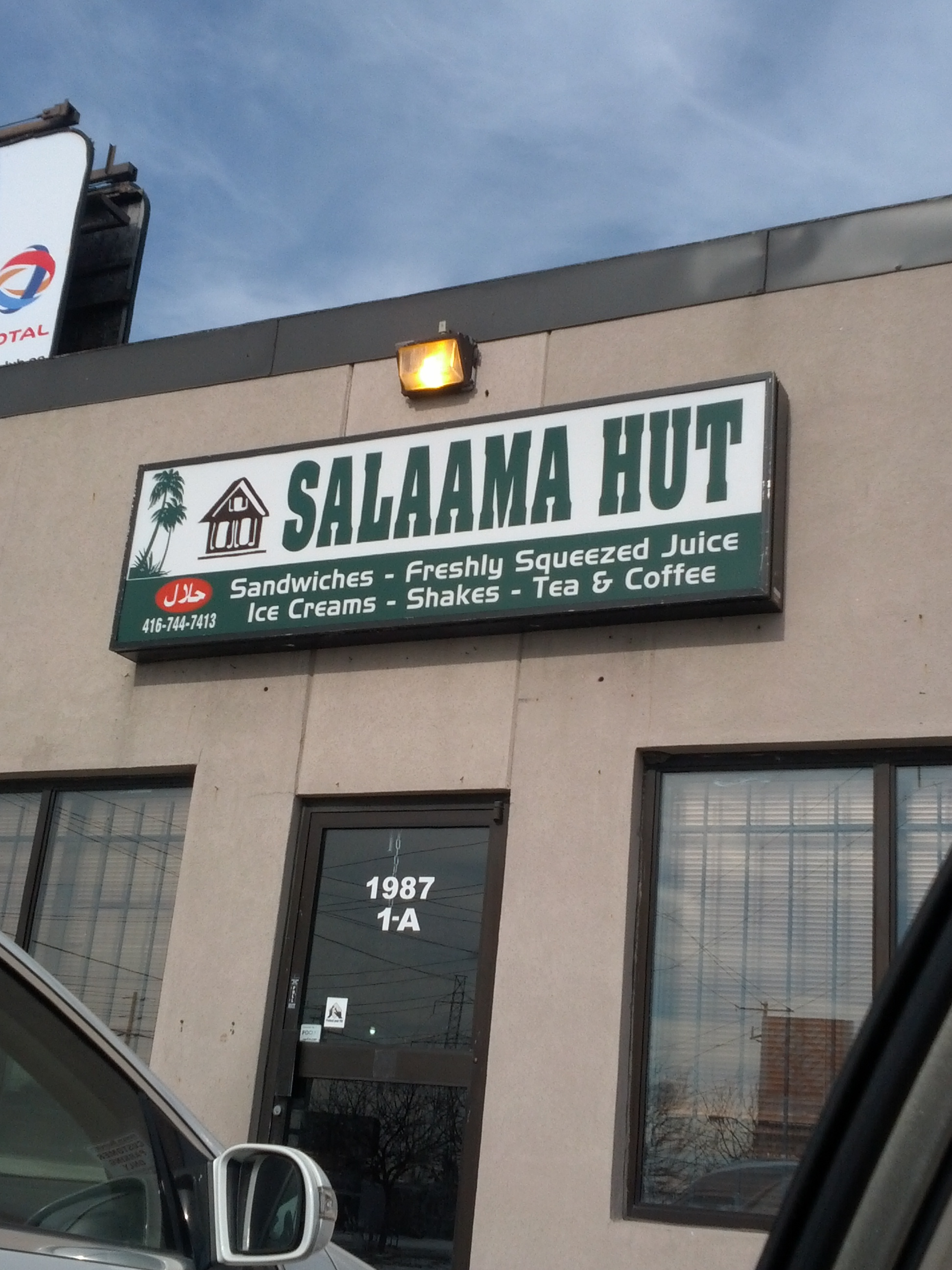
Ресторан Салаама-Хут для сомалийцев в Торонто

## Сотрудники ресторана
В большинстве ресторанов (кроме ресторанов быстрого питания, кафе и ресторанов общественного питания) работают различные обслуживающие сотрудники, которые подают еду, напитки и алкогольные напитки. У более богатых ресторанов существуют бассеры, которые уносят использованную посуду и столовые приборы, готовят столы, приносят соль, салфетки и прочее. В более изысканных ресторанах это может быть хозяин, метрдотель для приема и размещения клиентов и сомелье или официант вина, чтобы помочь посетителям выбрать вино.
Стол шеф-повара — это стол, расположенный на кухне ресторана, зарезервированный для VIP-персон и специальных гостей. Посетителям может быть предложено тематическое дегустационное меню, подготовленное и поданное шеф-поваром. Из-за спроса на кухонное оборудование столы шеф-повара обычно недоступны в час пик.

## Виды ресторанов

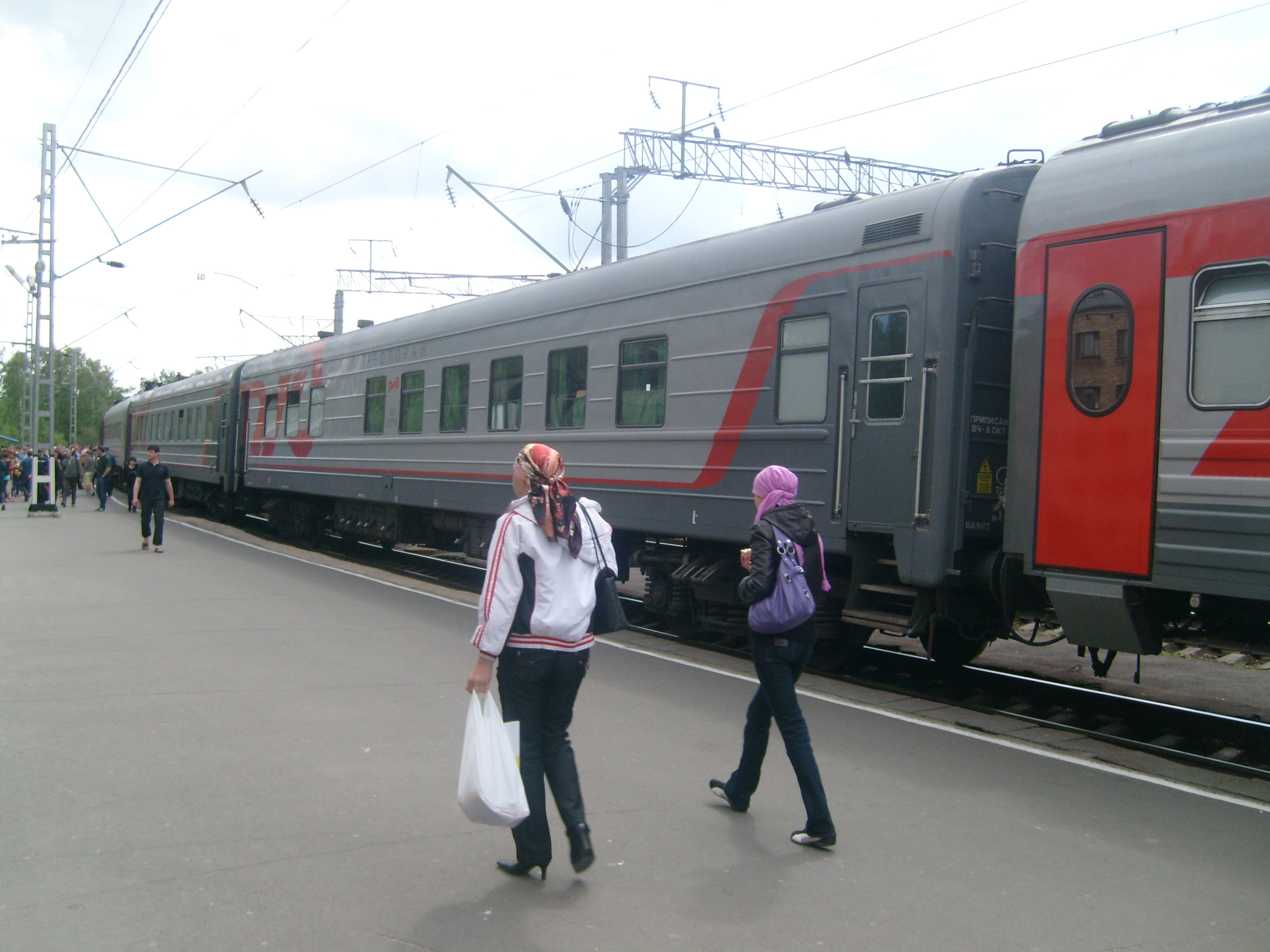
Вагон-ресторан

- На железнодорожном транспорте существуют вагоны-рестораны.

- На многих телевизионных башнях и небоскрёбах устраиваются т. н. «небесные рестораны» (см., например, «Седьмое небо»), зачастую вращающиеся.

- Рестораны быстрого питания (Фастфуд) или бистро. В соответствии с п. 3.5 ГОСТ 30389-2013, «Макдональдс» вообще рестораном не является. Это «предприятие быстрого обслуживания»: «Предприятие (объект) питания, реализующий узкий ассортимент блюд, изделий, напитков несложного изготовления, как правило, из полуфабрикатов высокой степени готовности, и обеспечивающее минимальные затраты времени на обслуживание потребителей».
- Рестораны городского типа или кафе
- Пивной ресторан, паб, кнайпе
  - Ресторан выездного обслуживания (РВО, англ. catering), который организует мероприятия в удаленных местах (по желанию заказчика)

В России действует стандарт ГОСТ Р 50762-2007 Услуги общественного питания. Классификация предприятий общественного питания.

## Устройство
Ресторан может иметь как однозальную компоновку, так и иметь несколько залов (в том числе и на разных уровнях), соединённых переходами.
В некоторых ресторанах, преимущественно восточной кухни, посреди зала может располагаться и плита, на которой повар готовит блюдо на глазах посетителей.
Многие рестораны имеют банкетный зал — отдельное помещение ресторана, используемое для проведения банкетов (см. Банкетинг-хаус)

## В России
Российский ресторанный бизнес XXI столетия ещё очень молод. Новая эра ресторанной индустрии началась после распада СССР в 1991 году, когда государство утратило монополию на общественное питание и с тех пор рынок услуг питания России имеет устойчивую тенденцию к росту.
Говоря о состоянии ресторанов в России, рынок услуг напрямую зависит от общих экономических показателей страны. Платежеспособность и изменяющийся менталитет жителей России, которые все больше ориентируются на западные стандарты потребления, определяют расходы на питание «вне дома». В среднем в период с 2007 по 2012 гг. жители России тратили на этот вид услуг от 3 до 4 % всех расходов личного бюджета.